# Janet Frame
Janet Frame (født 28. august 1924 i Dunedin, Southland, New Zealand, død 29. januar 2004) var en newzealandsk forfatterinde.
Jamet Frame voksede op i Oamaru, men tilbragte også nogle år i London og Nordamerika. Hun blev fejldiagnosticeret som skizofren i 1947,[kilde mangler] hvorefter hun tilbragte syv år på forskellige psykiatriske hospitaler. Som en del af behandlingen fik hun mere end 200 elektrochok.
Janet Frame var i lang tid respekteret i New Zealand og blev i de senere år af sit liv også anerkendt internationalt.[kilde mangler]